# Ralph (Bischof, Moray)
Ralph († nach 1252) war ein englischer Geistlicher. Von 1252 bis längstens 1253 war er gewählter Bischof der schottischen Diözese Moray, doch er wurde nicht geweiht.
Ralph war Kanoniker an der Kathedrale von Lincoln. Während der Minderjährigkeit des schottischen Königs Alexander III. wurde er 1252 durch den Einfluss des englischen Königs Heinrich III. und der Familie Comyn, der damals mächtigsten schottischen Adelsfamilie, zum Bischof der nordschottischen Diözese Moray gewählt. Offenbar wurde die Wahl aber nicht durch die Kurie bestätigt, denn Ralph wird in schottischen Aufzeichnungen nicht weiter erwähnt. 1253 wurde Archibald als neuer Bischof von Moray geweiht.